# Monte Cerignone

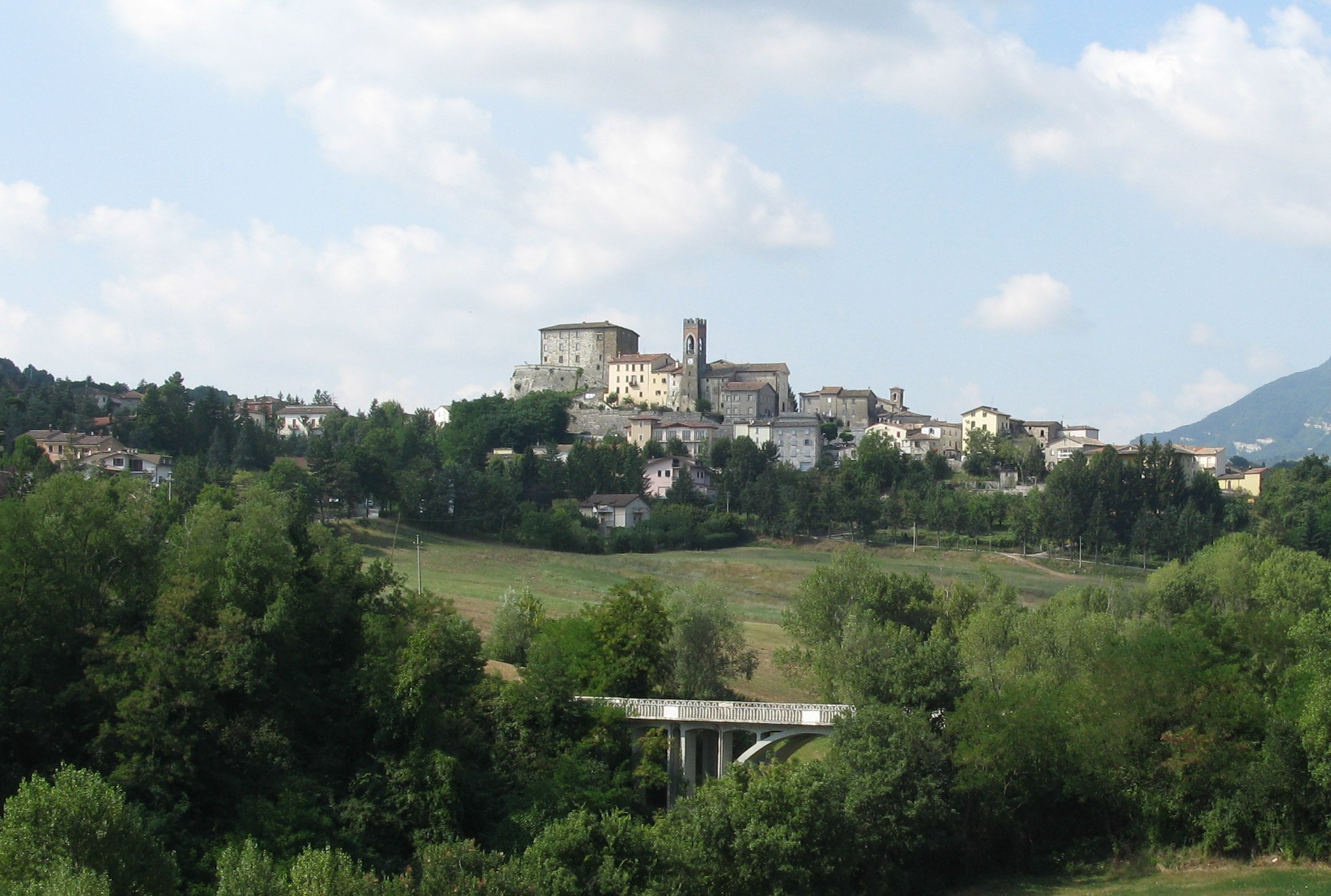
Blick auf Monte Cerignone, mit der Burg der Malatesta im Zentrum (erbaut spätes 15. Jahrhundert)

Monte Cerignone (im lokalen Dialekt: Mun'Cirignón) ist eine italienische Gemeinde (comune) in der Region Marken (ital.: Marche) in der Provinz Pesaro und Urbino und hat 585 Einwohner (Stand 31. Dezember 2023). Die Gemeinde liegt etwa 40 Kilometer westsüdwestlich von Pesaro und etwa 24 Kilometer nordwestlich von Urbino und gehört zur Comunità montana del Montefeltro.

## Gemeindepartnerschaft
Monte Cerignone unterhält eine inneritalienische Partnerschaft mit der Gemeinde Randazzo in der Metropolitanstadt Catania.